# NIC-38A
La NIC-38A  es una importante carretera nacional clasificada como colectora secundaria en Nicaragua. Esta vía comienza en el Sur, conectándose en el Empalme Dos Montes en la NIC-26 (Carretera Télica - San Isidro), en Larreynaga, Departamento de León y culmina en la NIC-32B en San Juan de Limay en el departamento de Estelí. 

## Extensión
Con una extensión de 41,51 millas (66,8 km), la NIC-38A juega un rol clave en la conectividad y transporte de la región.